# Calle Juzgado (Sevilla)
La calle Juzgado es una vía pública de la ciudad española de Sevilla.

## Descripción
La vía discurre desde la plaza del Pelícano hasta la calle Lira. Aparece descrita en la Noticia histórica del origen de los nombres de las calles de esta ciudad de Sevilla (1839) de Félix González de León con las siguientes palabras:

Calle Juzgados. En el mismo cuartel y parroquia que la anterior está esta calle que nada contiene de particular: es corta y pasa de la plaza de san Julian, á la de santa Lucía. Ignoro el origen de su nombre: y se conoce con los de Sobrino, y de santa Ana.
(González de León, 1839b, p. 343)